# Сельское поселение Горицкое (Вологодская область)
Сельское поселение Гори́цкое — упразднённое сельское поселение в составе Кирилловского района Вологодской области.
Центр — село Горицы.
Образовано 1 января 2006 года в соответствии с Федеральным законом № 131 «Об общих принципах организации местного самоуправления в Российской Федерации».
В состав сельского поселения вошёл Горицкий сельсовет.
Законом Вологодской области от 25 июня 2015 года № 3691-ОЗ, городское поселение город Кириллов и сельское поселение Горицкое были преобразованы, путём их объединения, в городское поселение город Кириллов.
По данным переписи 2010 года население — 530 человек.
На территории бывшего сельского поселения работают совхоз «Горицкий», Горицкая средняя общеобразовательная школа, Горицкий детский сад, Дом культуры, фельдшерско-акушерский пункт, библиотека, почтовое отделение. Достопримечательности — Горицкий монастырь и гора Маура, на которой установлен Поклонный крест и часовня.

## География
Было расположено на западе района, на левом берегу Шексны. Занимало площадь 1587 га и было вытянуто вдоль побережья на 20 км. Граничило:
- на севере с Липовским сельским поселением,
- на юге с Алёшинским сельским поселением (на противоположном берегу Шексны),
- на востоке с Сиверским озером и городским поселением Кириллов.

## Населённые пункты
В 1999 году был утверждён список населённых пунктов Вологодской области. Согласно этому списку в состав Горицкого сельсовета входили 23 населённых пункта.
Постановлением правительства области от 24 сентября 2012 года на территории Горицкого сельского поселения образован новый населённый пункт — местечко Маура
В состав сельского поселения входило 24 населённых пункта, в том числе
21 деревня,
2 местечка,
1 село.
| Населённый пункт   | ОКАТО          | Рег. номер | Расстояние до районного центра, км | Расстояние до центра поселения, км | Координаты                      |
| ------------------ | -------------- | ---------- | ---------------------------------- | ---------------------------------- | ------------------------------- |
| деревня Бахлычево  | 19 228 820 002 | 3921       | 17                                 | 9                                  | 59°49′40″ с. ш. 38°20′30″ в. д. |
| деревня Бозино     | 19 228 820 003 | 3922       | 20                                 | 12                                 | 59°49′01″ с. ш. 38°22′29″ в. д. |
| село Горицы        | 19 228 820 001 | 3920       | 8                                  | —                                  | 59°52′15″ с. ш. 38°15′25″ в. д. |
| деревня Горка      | 19 228 820 004 | 3923       | 13                                 | 5                                  | 59°50′05″ с. ш. 38°17′58″ в. д. |
| деревня Ермаково   | 19 228 820 005 | 3924       | 7                                  | 7                                  | 59°54′05″ с. ш. 38°17′48″ в. д. |
| деревня Заречье    | 19 228 820 006 | 3925       | 11                                 | 7                                  | 59°53′20″ с. ш. 38°13′23″ в. д. |
| деревня Звоз       | 19 228 820 007 | 3926       | 12                                 | 4                                  | 59°50′28″ с. ш. 38°18′08″ в. д. |
| деревня Кудряшово  | 19 228 820 008 | 3927       | 12                                 | 8                                  | 59°53′26″ с. ш. 38°12′36″ в. д. |
| деревня Курикаево  | 19 228 820 009 | 3928       | 18                                 | 10                                 | 59°48′44″ с. ш. 38°17′41″ в. д. |
| деревня Лимоново   | 19 228 820 010 | 3929       | 11                                 | 7                                  | 59°54′27″ с. ш. 38°15′05″ в. д. |
| деревня Макутино   | 19 228 820 011 | 3930       | 9,5                                | 5,5                                | 59°53′34″ с. ш. 38°16′07″ в. д. |
| местечко Маура     | 19 228 820 024 |            |                                    |                                    | 59°52′11″ с. ш. 38°17′08″ в. д. |
| деревня Митино     | 19 228 820 012 | 3931       | 18                                 | 10                                 | 59°49′22″ с. ш. 38°20′44″ в. д. |
| местечко Никулино  | 19 228 820 013 | 3932       | 11                                 | 3                                  | 59°53′15″ с. ш. 38°14′35″ в. д. |
| деревня Пресняково | 19 228 820 014 | 3933       | 18                                 | 12                                 | 59°54′58″ с. ш. 38°10′25″ в. д. |
| деревня Пружинино  | 19 228 820 015 | 3934       | 18                                 | 12                                 | 59°53′16″ с. ш. 38°09′28″ в. д. |
| деревня Родино     | 19 228 820 016 | 3935       | 14                                 | 6                                  | 59°49′39″ с. ш. 38°17′49″ в. д. |
| деревня Сандырево  | 19 228 820 017 | 3936       | 8                                  | 4                                  | 59°52′52″ с. ш. 38°17′31″ в. д. |
| деревня Саутино    | 19 228 820 018 | 3937       | 16                                 | 10                                 | 59°53′42″ с. ш. 38°10′21″ в. д. |
| деревня Тихоново   | 19 228 820 019 | 3938       | 16                                 | 8                                  | 59°50′04″ с. ш. 38°20′49″ в. д. |
| деревня Трофимово  | 19 228 820 020 | 3939       | 9                                  | 5                                  | 59°53′19″ с. ш. 38°16′47″ в. д. |
| деревня Шидьеро    | 19 228 820 021 | 3940       | 4                                  | 4                                  | 59°52′47″ с. ш. 38°19′32″ в. д. |
| деревня Щелково    | 19 228 820 022 | 3941       | 6                                  | 6                                  | 59°53′35″ с. ш. 38°18′30″ в. д. |
| деревня Якшино     | 19 228 820 023 | 3942       | 17                                 | 11                                 | 59°54′38″ с. ш. 38°09′53″ в. д. |